# Запальні ритми
Ансамбль барабанщиків «Запальні ритми» («Fire rhythms») — ансамбль художньої самодіяльності юнацької молоді, створений  2016 році, функціонує при Вищому професійному училищі №4 м. Хмельницького .
Керівник ансамблю —  методист, «Відмінник освіти України» — Браславець Ірина Василівна.
В ансамблі займається 20 учнів. За роки свого існування ансамбль барабанщиків «Запальні ритми» брав участь у багатьох міжнародних, всеукраїнських, обласних, міських конкурсах, фестивалях та інших заходах[джерело?].

## Участь у конкурсах, фестивалях та інших заходах

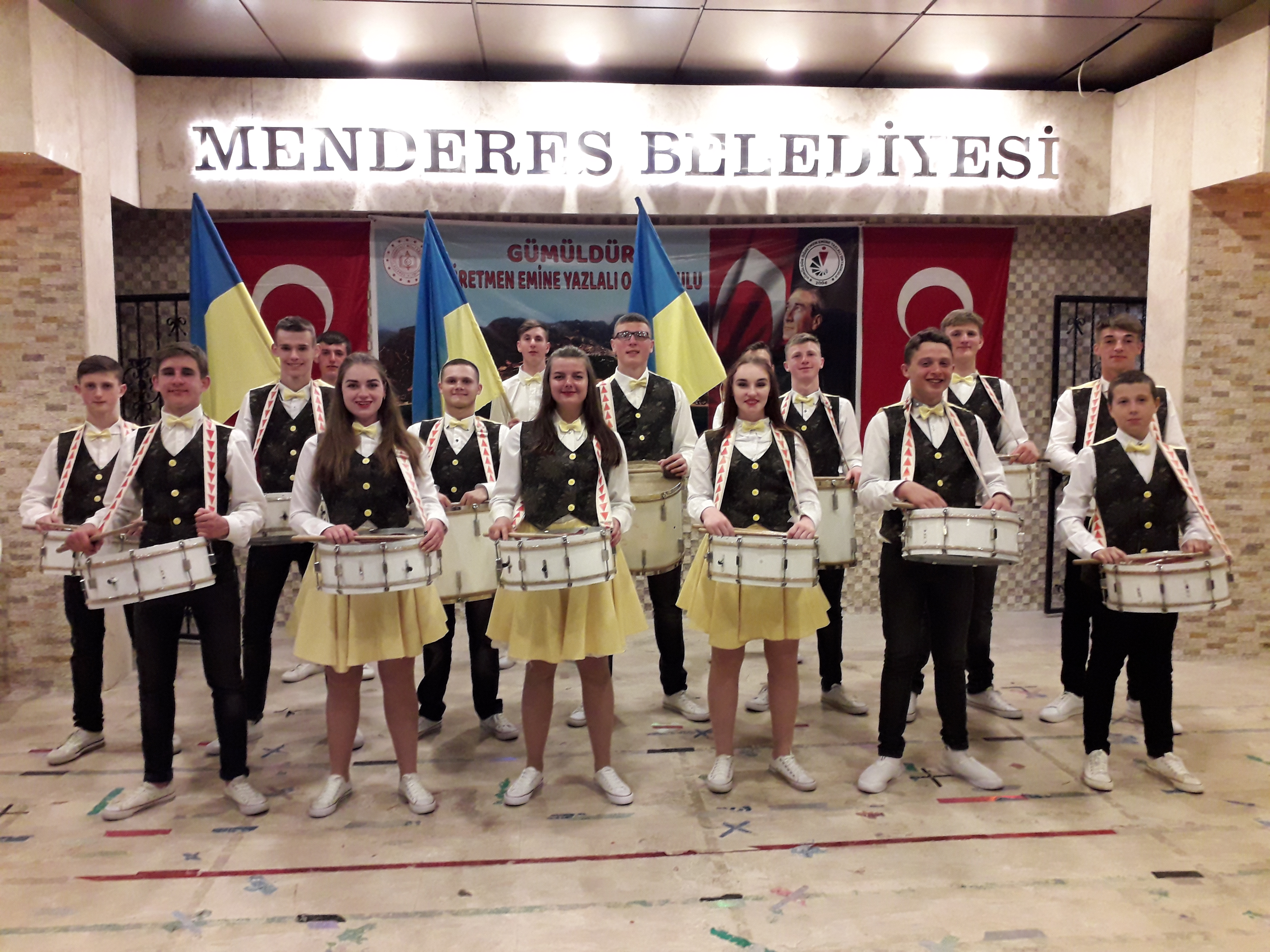
Ансамбль барабанщиків «Запальні ритми»

### 2017р.
- ІІІ Всеукраїнський конкурс «Музичний олімп» (ІІ місце)[3][4][5]
- IV Всеукраїнський конкурс «Єднаємо серця» (І місце)

### 2018р.
- ІХ Всеукраїнський літературно-музичний фестиваль вшанування воїнів України «Розстріляна молодість» (Дипломанти фестивалю)
- І Всеукраїнський конкурс «Україна — країна талантів» (ІІІ місце)
- Всеукраїнський конкурс «Чисті роси» (ІІ місце)

### 2021 р.
- VII Всеукраїнський багатожанровий конкурс мистецтв «Зірковий тріумф» у м. Вінниця (І місце у номінації інструментальна музика)

### 2017р.
- Обласний конкурс інструментальної музики «На хвилях гармонії» (І місце)

### 2018р.
- Обласний конкурс інструментальної музики «На хвилях гармонії»[6]

### 2019р.
- Обласний конкурс інструментальної музики «На хвилях гармонії» (І місце)
- Обласний семінар-практикум керівників музичних гуртків закладів професійної (професійно-технічної) освіти на тему «Стан та перспективи розвитку інструментального жанру»[7]

### 2020р.
- Обласний багатожанровий дистанційний конкурс «Я артист» (І місце)

### 2021 р.
- Обласний інструментальний конкурс «На хвилях гармонії» (диплом «Гран-прі» серед учнів та працівників закладів професійної (професійно-технічної) освіти у номінації «Духові інструменти» (ансамблі)).

### 2018р.
- ХХ Міжнародний фестиваль конкурс «КУБОК НЕОС МАРМАРАС-2018» (Греція) (І місце)

### 2019р.
- Міжнародний фестиваль «Mandarin Flower» 2019, Оздере (Ізмір) — Туреччина (Дипломанти)
- Фестиваль присвячений Дню Св. Миколая (Прага, Чехія)

### 2020р.
- Дистанційний Міжнародний Багатожанровий Інтернет фестиваль-конкурс «Самоцвіти - країна безмежних можливостей» (І місце)

### 2021 р.
- Міжнародний конкурс-фестиваль «FOLK NUANCE»,  м. Приморськ, Болгарія (І місце)[8]